# Grünblauer Prunkkäfer
|                                               |                                                        |                                                                           |
| Abb. 1: Oberseite (Weibchen)                  | Abb. 1: Oberseite (Weibchen)                           | Abb. 2: Unterseite (Weibchen)                                             |
|                                               |                                                        |                                                                           |
| Abb. 3: Vorderansicht                         | Abb. 3: Vorderansicht                                  | Abb. 4: Seitenansicht                                                     |
|                                               |                                                        |                                                                           |
| Abb. 6: Klaue Hinterfuß                       |                                                        |                                                                           |
|                                               |                                                        |                                                                           |
| Abb. 5: Schiene des Mittelbeins beim Männchen | Abb. 7: Abschluss der Flügeldecken im Bereich der Naht | Abb. 8: Mundwerkzeuge A Oberlippe B Oberkiefer C Unterkiefer D Unterlippe |

Der Grünblaue Prunkkäfer, auch Grüner Prunkkäfer, ist ein Laufkäfer aus der Unterfamilie Lebiinae. Verschiedene Autoren stellen die Art als Lamprias chlorocephalus zur Gattung Lamprias oder als Lebia chlorocephala zur Gattung Lebia.  Die Gattung Lamprias ist in Europa mit sechs Arten vertreten.
Der metallisch glänzende mehrfarbige Käfer wird in der Roten Liste gefährdeter Tiere Deutschlands unter der Kategorie V (Vorwarnliste) geführt, da seine Häufigkeit stark rückläufig ist. Ähnliches gilt in Baden-Württemberg, Mecklenburg-Vorpommern, Sachsen, Schleswig-Holstein und Thüringen. Nur in Sachsen-Anhalt gilt die Art als nicht gefährdet. Die Art unterscheidet sich nur in Feinheiten von den Arten Lamprias rufipes aus Südwesteuropa und Lamprias cyanocephalus, der wie der Grünblaue Prunkkäfer auch in Mitteleuropa vorkommt.

## Bemerkungen zum wissenschaftlichen Namen
Die Art wurde 1803 in dem Beitrag Über eine dem Carabus cyanocephalus Fab. sehr verwandte Laufkäfer-Art in den Entomologischen Heften von der Art Carabus cyanocephalus als Carabus chlorocephalus abgetrennt und als Name für die neue Art chlorocephalus vorgeschlagen. Dieser Beitrag ist ohne Nennung eines Verfassers, im Text sind entsprechende Stellen im Plural gehalten. Als Verfasser des ersten und zweiten Heftes sind im Titel ohne Namensnennung Einige Freunde der Naturgeschichte angegeben. Das Vorwort für beide Hefte unterzeichnen J.J.Hoffmann, J.D.W.Koch, P.W.J.Müller und J.M.Linz. Entsprechend finden sich in der Literatur als Name des Erstbeschreibers, der dem wissenschaftlichen Namen der Art in Klammern angefügt wird, die Schreibweisen „Hoffm.“, „Hoffmann“, „J.Hoffmann“, „J.J.Hoffmann“, „Hoffmann et al.“, „Hoffmann Koch, Müller et Linz“ oder an Stelle des Autors die Quelle „Ent.Heft.“ Im fraglichen Beitrag wird jedoch auch erwähnt, dass die bis dahin als Abart bekannte Variante in unseren Sammlungen den Namen chlorocephalus führt. Es ist also nicht unmöglich, dass eine frühere Beschreibung den Namen definiert. Häufig wird auch Hoffmannsegg als Autor der Art angegeben. Beide Arten wurden 1810 von Bonelli auf Grund des Baus ihrer Tarsen zur neuen Gattung Lamprias gestellt. Die Unterscheidungskriterien von Lamprias und Lebia wurden jedoch nicht von allen Systematikern als ausreichend für die Trennung in zwei verschiedene Gattungen eingeschätzt. Entsprechend wird Lamprias von unterschiedlichen Autoren als selbständige Gattung oder nur als Untergattung von Lebia angesehen oder gar nicht als taxonomische Einheit anerkannt. Parallel existieren die Schreibweisen Lamprias chlorocephalus, Lebia (Lamprias) chlorocephala und Lebia chlorocephala.
Der Artname chlorocéphalus, a von altgr. „χλωρός“ für „grün“  und κεφαλή „kephalē“ für „Kopf“ bezieht sich auf die dunkle blaugrüne Farbe des Kopfes. Der Gattungsname Lamprias bedeutet „glänzend“ (altgr. λαμπρός lamprós) wegen der leuchtenden Farben des Tieres. Der Gattungsname Lebia kommt von altgr. λεβίας lebías „Leberfisch“ mit unklarem Bezug.

## Merkmale des Käfers
Der breite und flache Käfer erreicht eine Länge zwischen knapp fünf und gut acht Millimetern. Die Flügeldecken sind leuchtend grün mit Übergang ins Blaue, der Kopf sehr dunkel blaugrün, der Halsschild und der Großteil der Beine sind rotbraun (Abb. 1, die rotbraune Farbe vergilbt bei totem Material). Die Unterseite (Abb. 2) ist fein punktiert und ebenfalls stark glänzend mit rotbraunem Brustabschnitt und dunkel blaugrünem Hinterleib.
Der metallisch glänzende Kopf ist längs eiförmig und hinter den stark gewölbten Augen nur wenig abgeschnürt. Er ist deutlicher, aber spärlicher punktiert als der Kopf von Lamprias cyanocephala, auf der Stirnmitte ist die Punktierung fein und zerstreut. Die Mundwerkzeuge sind nach vorn ausgerichtet. Die Oberlippe (Abb. 8 A) ist etwa rechteckig, vorn leicht konkav und dort mit wenigen borstentragenden Porenpunkten. Die Oberkiefer (Abb. 8 B) sind zahnlos, die Spitze nach innen gebogen. Die langen äußeren Kiefertaster (Abb. 8 C) sind viergliedrig, das Endglied walzen- bis spindelförmig, abgestutzt und etwa gleich lang wie das zweite Glied. Das schmale Endglied der zweigliedrigen inneren Kiefertaster (Abb. 8 C) ist deutlich kürzer als das Basisglied. Das Basisglied der Lippentaster (Abb. 8 D) ist kurz, das zweite Glied lang und das Endglied am längsten, keulig verdickt und abgestutzt. Die elfgliedrigen Fühler sind schnurförmig und etwa so lang wie die Flügeldecken. Sie sind vor den Augen an der Basis der Oberkiefer eingelenkt. Das zweite Fühlerglied ist kurz, das dritte etwa so lang, aber dünner als das erste. Die drei ersten Glieder sind fast kahl. Die folgenden Glieder sind etwas kürzer als das dritte und untereinander gleich lang. Die beiden Basisglieder und die basale Hälfte des dritten Gliedes sind rotbraun gefärbt, der Rest der Fühler dunkel und gelbbraun pubeszent.
Der kahle Halsschild ist kurz, deutlich breiter als lang, aber relativ länger als bei Lamprias cyanocephala. Hinten ist der Halsschild nur wenig verengt, aber stärker als bei Lamprias cyanocephala. Die Hinterecken mit je einem Borstenpunkt sind etwas ausgestellt und rechtwinklig, prononcierter als bei Lamprias cyanocephala. Die Basismitte des Halsschilds ist nach hinten deutlich vorstehend, seitlich davon gerade abgestutzt.
Die glänzenden Flügeldecken sind gemeinsam viel breiter als der Halsschild. Hinten sind sie abgestutzt und lassen den Hinterleib teilweise unbedeckt. Sie sind etwas viereckig, mit abgerundeten Schultern und nach hinten erweitert. Sie tragen feine Punktstreifen, dazwischen sind sie sehr fein punktiert. Die Flügeldecken sind an der Spitze der Flügeldeckennaht breit, nicht fast eckig verrundet. (Abb. 7) Das dreieckig zugespitzte Schildchen ist gleich gefärbt wie der Halsschild.
Die Beine sind größtenteils braunrot, nur die Schienenenden und Tarsen sind geschwärzt. Beim Männchen sind die Innenseiten der Mittelschienen vor dem Ende um etwa ein Sechstel der Schienenbreite ausgeschnitten. Das ist weniger tief als bei Lebia cyanocephala. Bei beiden Geschlechtern befindet sich auf den Vorderschienen eine deutliche Putzscharte. Die Tarsen sind alle fünfgliedrig; das vorletzte Tarsenglied ist tief ausgerandet und nur sehr schwach zweilappig; die Klauen sind kammartig gezähnt (Abb. 6).

## Biologie
Der Käfer ist dämmerungsaktiv, man kann ihn abends auf Pflanzen herumkrabbelnd an Waldrändern mit feuchten Wiesen auf lehmigem Grund antreffen. Tagsüber findet man die Tiere häufig gesellig an sonnigen Stellen in offenen und bewaldeten Flächen, am Boden unter Steinen.
Die Art zeigt eine ungewöhnliche Entwicklung. Die Larven entwickeln sich ektoparasitisch an Puppen des Blattkäfers Chrysolina varians, eventuell auch auf anderen Arten der Gattung Chrysolina. Nur das erste Larvenstadium hat anfangs die bei Laufkäfern übliche Form mit nach vorne gestrecktem Kopf, sechs gut ausgebildeten Beinen und zwei Cerci. Die sehr aktive Larve misst in diesem Zustand (einschließlich Cerci) 2,7 Millimeter. Sie sucht die Puppenwiege des Wirtes auf und beginnt, die Puppe aufzufressen. Dabei verliert sie ihre Beweglichkeit und schwillt ohne Häutung bis auf elf Millimeter Länge an, indem sich die Häute zwischen den chitinisierten Skelettplatten dehnen. Dazu benötigt die Larve bei Zimmertemperatur etwa eine Woche. Die folgende Häutung zum zweiten und letzten Larvenstadium liefert eine degenerierte Form, die keine weitere Nahrung mehr aufnimmt und auch nicht wächst. Sie hat weder Tergite noch Sternite, Mundwerkzeuge und Beine sind stark reduziert, die Cerci sind rudimentär.
Die Fortpflanzung findet im Frühjahr statt. Die Eiablage erfolgt über mehr als eine Woche und umfasste im beobachteten Fall mindestens 35 Eier. Über mehrere Jahre konnte die oberste Bodenschicht in einer mit Ginster besetzten Brache als Überwinterungsquartier des voll entwickelten Käfers nachgewiesen werden.

## Verbreitung
Der Käfer scheint sich nach Norden auszubreiten. So gibt es neuere Funde nur in Litauen und Norwegen.
Die Art ist von den Britischen Inseln und den südlichen Teil Fennoskandinaviens über Europa verbreitet und auch aus dem Kaukasus und Westsibirien gemeldet. Sie erreicht im Süden Spanien und Italien, fehlt jedoch in Griechenland und mehreren südosteuropäischen Staaten.